# Konvertor (informatika)
Konvertor neboli převaděč je počítačový program, který podle zadaného algoritmu převádí vstupní informaci do jiné podoby. Zvláštním případem programového převaděče může být převaděč jazykový nazývaný zpravidla výstižněji překladač. Časté využití mají programové převaděče v rutinách (krátké podprogramy, které jsou součástí větších programů), kde například zajišťují kompatibilitu vstupních či výstupních dat s daty zpracovanými jinými programy (zajišťují např. úspěšné načtení textu uloženého v jiném kódování; princip bývá označován např. jako importní filtr).

## Příklad
Příkladem rutiny, kterou lze označit jako programový převaděč, je JavaScript určený pro převod textu s diakritikou do textu bez diakritiky:
```
 
<
html
>

 
<
head
>

  
<
title
>
Java
 
Script
 
ze
 
stránky
 
-
 
www
.
jaknaweb
.
com
<
/title>

  
<
script
 
language
=
"JavaScript"
>

   
<!--

   
sdiak
 
=
 
"áäčďéěíĺľňóô öŕšťúů üýřžÁÄČĎÉĚÍĹĽŇÓÔ ÖŔŠŤÚŮ ÜÝŘŽ"
;

   
bdiak
 
=
 
"aacdeeillnoo orstuu uyrzAACDEEILLNOO ORSTUU UYRZ"
;

   
function
 
bezdiak
(
form
)

   
{

     
tx
 
=
 
""
;

     
txt
 
=
 
form
.
txt
.
value
;

     
for
(
p
 
=
 
0
;
 
p
 
<
 
txt
.
length
;
 
p
++
)

     
{

       
if
 
(
sdiak
.
indexOf
(
txt
.
charAt
(
p
))
 
!=
 
-
1
)

       
{

         
tx
 
+=
 
bdiak
.
charAt
(
sdiak
.
indexOf
(
txt
.
charAt
(
p
)));

       
}

       
else
 
tx
 
+=
 
txt
.
charAt
(
p
);

     
}

     
form
.
txt
.
value
 
=
 
tx
;

   
}

   
// -->

  
<
/script>

 
<
/head>

 
<
body
>

  
<
form
>

   
<
textarea
 
name
=
"txt"
 
rows
=
"8"
 
cols
=
"25"
>

    
Do
 
tohoto
 
políčka
 
je
 
možné
 
zadat
 
jakýkoliv

    
textík
 
a
 
po
 
kliknutí
 
na
 
tlačítko
 

    
Odstraň
 
diakritiku
 
všechny
 
háčky

    
a
 
čárky
 
zmizí
.
 
<
/textarea>

   
<
p
>

   
<
input
 
type
=
"button"
 
value
=
"Odstraň

    diakritiku"
 
onClick
=
"bezdiak(form);"
>

  
<
/form>

 
<
/body>

 
<
/html>

```